# Perú en la Copa América 2015
La selección de fútbol del Perú fue uno de los 12 equipos participantes de la Copa América 2015, torneo que se llevó a cabo entre el 11 de junio y el 4 de julio de 2015 en Chile. El seleccionado peruano disputó su trigésima Copa América y la decimoquinta consecutiva, habiéndola ganado en dos ocasiones. En el sorteo realizado el 24 de noviembre de 2014 en Viña del Mar, la selección peruana quedó emparejada en el Grupo C junto a Brasil —contra quien debutó—, Colombia y Venezuela.
El estreno de la blanquirroja en la competición se produjo el 14 de junio de 2015 perdiendo por 2:1 ante Brasil. Cuatro días más tarde obtuvo su primera victoria al derrotar por marcador de 1:0 a su similar de Venezuela. Perú cerró su participación en la primera fase con un empate sin goles ante Colombia. El seleccionado peruano sumó cuatro puntos lo que le permitió ocupar el segundo lugar de su grupo y avanzar a la siguiente fase.
En los cuartos de final enfrentó a la selección de Bolivia a la que venció por 3:1 con un hat-trick de Paolo Guerrero. En la siguiente ronda enfrentaron al seleccionado de Chile, donde los locales salieron victoriosos por 2:1 con dos goles de Eduardo Vargas. En el encuentro por el tercer lugar el conjunto peruano enfrentó a Paraguay, el partido terminó con una victoria por 2:0, con goles de André Carrillo y Paolo Guerrero.
Con este resultado Perú ocupó el tercer puesto, al igual que en la edición pasada de la competición. El goleador del equipo, así como también del torneo fue Paolo Guerrero con cuatro anotaciones, convirtiéndose en el segundo futbolista en la historia que es máximo goleador en dos ediciones seguidas de la Copa América. El combinado peruano fue el ganador del premio al juego limpio.

## Antecedentes
La selección de fútbol del Perú disputa su trigésima Copa América y la decimoquinta en forma consecutiva. Obtuvo el título en dos ocasiones, en las ediciones de 1939 donde fue local y en la de 1975 que se jugó sin una sede fija. Además, se ubicó en la tercera posición en siete ocasiones (1927, 1935, 1949, 1955, 1979, 1983 y 2011). Asimismo, finalizó en el cuarto lugar cinco veces (1929, 1941, 1957, 1959 y 1997). El seleccionado peruano se ubica en la sexta posición en la tabla histórica de la competición.
En la anterior edición de la Copa América celebrada en Argentina, Perú avanzó hasta las semifinales donde fueron eliminados por la selección de Uruguay al ser derrotados por marcador de 2:0. Su resultado más inmediato en una competición internacional oficial de selecciones fue en la clasificación de Conmebol para la Copa Mundial de Fútbol de 2014, en la que ocupó el séptimo lugar con quince puntos producto de cuatro victorias, tres empates y nueve derrotas.

## Preparación

### Amistosos previos
| 6 de agosto de 2014, 20:00 | Perú                        | 3:0 (1:0) | Panamá | Nacional, Lima                |                               |
|                            | Ascues 44', 90' · Ramos 80' | Reporte   |        | Árbitro(s): José Luis Espinel | Árbitro(s): José Luis Espinel |

| 4 de septiembre de 2014, 10:30 | Irak | 0:2 (0:2) | Perú                             | Maktoum Bin Rashid, Dubái   |                             |
|                                |      | Reporte   | Nadhim 18' (a.g.) · Zambrano 25' | Árbitro(s): Hamad Al Shaikh | Árbitro(s): Hamad Al Shaikh |

| 9 de septiembre de 2014, 10:30 | Catar | 0:2 (0:0) | Perú                       | Abdullah bin Khalifa, Doha |                         |
|                                |       | Reporte   | Callens 84' · Guerrero 88' | Árbitro(s): Ionuț Avram    | Árbitro(s): Ionuț Avram |

| 10 de octubre de 2014, 18:00 | Chile                       | 3:0 (2:0) | Perú | Elías Figueroa, Valparaíso |                            |
|                              | Vargas 28', 53' · Medel 34' | Reporte   |      | Árbitro(s): Julio Quintana | Árbitro(s): Julio Quintana |

| 14 de octubre de 2014, 20:00 | Perú       | 1:0 (1:0) | Guatemala | Alejandro Villanueva, Lima |                        |
|                              | Ascues 35' | Reporte   |           | Árbitro(s): Diego Lara     | Árbitro(s): Diego Lara |

| 14 de noviembre de 2014, 18:00 | Paraguay                    | 2:1 (0:0) | Perú         | Feliciano Cáceres, Luque    |                             |
|                                | Romero 70' · González 90+2' | Reporte   | Guerrero 74' | Árbitro(s): Ricardo Marques | Árbitro(s): Ricardo Marques |

| 18 de noviembre de 2014, 20:00 | Perú            | 2:1 (0:1) | Paraguay       | Nacional, Lima            |                           |
|                                | Ascues 73', 81' | Reporte   | Santa Cruz 43' | Árbitro(s): Wilmar Roldán | Árbitro(s): Wilmar Roldán |

| 31 de marzo de 2015, 19:00 | Perú | 0:1 (0:0) | Venezuela    | Lockhart, Fort Lauderdale  |                            |
|                            |      | Reporte   | Martínez 60' | Árbitro(s): Armando Castro | Árbitro(s): Armando Castro |

| 3 de junio de 2015, 20:00 | Perú       | 1:1 (0:0) | México         | Nacional, Lima         |                        |
|                           | Farfán 62' | Reporte   | Valenzuela 76' | Árbitro(s): Omar Ponce | Árbitro(s): Omar Ponce |

## Jugadores
El 11 de mayo de 2015 Ricardo Gareca oficializó una lista preliminar que incluyó a treinta futbolistas. El 25 de mayo se dio a conocer la lista final, los futbolistas que quedaron afuera de la nómina de veintitrés fueron: Paulo Albarracín, Irven Ávila, Cristian Benavente, Alexander Callens, Daniel Chávez, Rinaldo Cruzado y Gustavo Dulanto.
| #     | Nombre           | Posición       | Edad           | PJ Sel         | Goles          | Club                      |
| ----- | ---------------- | -------------- | -------------- | -------------- | -------------- | ------------------------- |
| 1     | Pedro Gallese    | Portero        | 25             | 7              | 0              | Juan Aurich               |
| 2     | Jair Céspedes    | Defensa        | 31             | 5              | 0              | Juan Aurich               |
| 3     | Hansell Riojas   | Defensa        | 23             | 4              | 0              | Universidad César Vallejo |
| 4     | Pedro Requena    | Defensa        | 24             | 3              | 0              | Universidad César Vallejo |
| 5     | Carlos Zambrano  | Defensa        | 25             | 28             | 4              | Eintracht Fráncfort       |
| 6     | Juan Vargas      | Centrocampista | 31             | 52             | 4              | Fiorentina                |
| 7     | Paolo Hurtado    | Centrocampista | 24             | 16             | 2              | Paços de Ferreira         |
| 8     | Christian Cueva  | Centrocampista | 23             | 8              | 0              | Alianza Lima              |
| 9     | Paolo Guerrero   | Delantero      | 31             | 55             | 20             | Corinthians               |
| 10    | Jefferson Farfán | Delantero      | 30             | 63             | 18             | Schalke 04                |
| 11    | Yordy Reyna      | Delantero      | 21             | 9              | 2              | R. B. Leipzig             |
| 12    | Diego Penny      | Portero        | 31             | 12             | 0              | Sporting Cristal          |
| 13    | Edwin Retamoso   | Centrocampista | 33             | 9              | 0              | Real Garcilaso            |
| 14    | Claudio Pizarro  | Delantero      | 36             | 75             | 17             | Bayern de Múnich          |
| 15    | Christian Ramos  | Defensa        | 26             | 36             | 1              | Juan Aurich               |
| 16    | Carlos Lobatón   | Centrocampista | 35             | 32             | 1              | Sporting Cristal          |
| 17    | Luis Advíncula   | Defensa        | 25             | 42             | 0              | Vitória Setúbal           |
| 18    | André Carrillo   | Delantero      | 23             | 21             | 1              | Sport Lisboa e Benfica    |
| 19    | Yoshimar Yotún   | Defensa        | 25             | 37             | 1              | Malmö F. F.               |
| 20    | Joel Sánchez     | Centrocampista | 26             | 3              | 0              | Universidad de San Martín |
| 21    | Josepmir Ballón  | Centrocampista | 27             | 36             | 0              | Sporting Cristal          |
| 22    | Carlos Ascues    | Centrocampista | 23             | 7              | 5              | VfL Wolfsburgo            |
| 23    | Salomón Libman   | Portero        | 31             | 6              | 0              | Universidad César Vallejo |
| D. T. | Ricardo Gareca   | Ricardo Gareca | Ricardo Gareca | Ricardo Gareca | Ricardo Gareca | Ricardo Gareca            |

## Participación

### Grupo C
| Equipos   | Pts | PJ | PG | PE | PP | GF | GC | Dif |
| --------- | --- | -- | -- | -- | -- | -- | -- | --- |
| Brasil    | 6   | 3  | 2  | 0  | 1  | 4  | 3  | 1   |
| Perú      | 4   | 3  | 1  | 1  | 1  | 2  | 2  | 0   |
| Colombia  | 4   | 3  | 1  | 1  | 1  | 1  | 1  | 0   |
| Venezuela | 3   | 3  | 1  | 0  | 2  | 2  | 3  | -1  |

| 14 de junio de 2015, 18:30 | Brasil                          | 2:1 (1:1) | Perú     | Estadio Germán Becker, Temuco                              |                                                            |
|                            | Neymar 4' · Douglas Costa 90+1' | Reporte   | Cueva 2' | Asistencia: 16 342 espectadores Árbitro(s): Roberto García | Asistencia: 16 342 espectadores Árbitro(s): Roberto García |

| Amonestado | 29' | Paolo Guerrero     |
| Amonestado | 82' | Juan Manuel Vargas |

| 11 | DEL | Yordy Reyna    | 81' | Christian Cueva    | MED | 8  |
| 18 | DEL | André Carrillo | 81' | Jefferson Farfán   | DEL | 10 |
| 19 | DEF | Yoshimar Yotún | 87' | Juan Manuel Vargas | MED | 6  |

| Tiros:             | 4  |
| Tiros al arco:     | 3  |
| Faltas:            | 15 |
| Saques de esquina: | 3  |
| Fueras de juego:   | 2  |

| 18 de junio de 2015, 20:30 | Perú        | 1:0 (0:0) | Venezuela | Estadio Elías Figueroa, Valparaíso                      |                                                         |
|                            | Pizarro 71' | Reporte   |           | Asistencia: 15 542 espectadores Árbitro(s): Raúl Orosco | Asistencia: 15 542 espectadores Árbitro(s): Raúl Orosco |

| Amonestado | 34' | Josepmir Ballón |
| Amonestado | 36' | Carlos Lobatón  |
| Amonestado | 69' | Claudio Pizarro |

| 11 | DEL | Yordy Reyna    | 46' | Carlos Lobatón  | MED | 16 |
| 7  | MED | Paolo Hurtado  | 82' | Christian Cueva | MED | 8  |
| 19 | DEF | Yoshimar Yotún | 88' | Claudio Pizarro | DEL | 14 |

| Tiros:             | 9  |
| Tiros al arco:     | 1  |
| Faltas:            | 16 |
| Saques de esquina: | 3  |
| Fueras de juego:   | 0  |

| 21 de junio de 2015, 16:00 | Colombia | 0:0     | Perú | Estadio Germán Becker, Temuco                             |                                                           |
|                            |          | Reporte |      | Asistencia: 17 231 espectadores Árbitro(s): Néstor Pitana | Asistencia: 17 231 espectadores Árbitro(s): Néstor Pitana |

| Amonestado | 32' | Josepmir Ballón  |
| Amonestado | 78' | Carlos Lobatón   |
| Amonestado | 91' | Jefferson Farfán |

| 10 | DEL | Jefferson Farfán | 55' | Claudio Pizarro | DEL | 14 |
| 7  | MED | Paolo Hurtado    | 80' | Joel Sánchez    | MED | 20 |
| 19 | DEF | Yoshimar Yotún   | 89' | Christian Cueva | MED | 8  |

| Tiros:             | 5  |
| Tiros al arco:     | 1  |
| Faltas:            | 19 |
| Saques de esquina: | 2  |
| Fueras de juego:   | 1  |

### Cuartos de final
| 25 de junio de 2015, 20:30 | Bolivia            | 1:3 (0:2) | Perú                   | Estadio Germán Becker, Temuco                             |                                                           |
|                            | Martins 83' (pen.) | Reporte   | Guerrero 19', 22', 73' | Asistencia: 16 872 espectadores Árbitro(s): Wilmar Roldán | Asistencia: 16 872 espectadores Árbitro(s): Wilmar Roldán |

| Amonestado | 31' | Luis Advíncula |
| Amonestado | 60' | Pedro Gallese  |
| Amonestado | 88' | Yoshimar Yotún |
| Amonestado | 93' | Yordy Reyna    |

| 18 | DEL | André Carrillo | 65' | Claudio Pizarro  | DEL | 14 |
| 7  | MED | Paolo Hurtado  | 76' | Jefferson Farfán | DEL | 10 |
| 11 | DEL | Yordy Reyna    | 80' | Christian Cueva  | MED | 8  |

| Tiros:             | 20 |
| Tiros al arco:     | 8  |
| Faltas:            | 23 |
| Saques de esquina: | 11 |
| Fueras de juego:   | 0  |

### Semifinales
| 29 de junio de 2015, 20:30 | Chile           | 2:1 (1:0) | Perú             | Estadio Nacional, Santiago                              |                                                         |
|                            | Vargas 41', 63' | Reporte   | Medel 60' (a.g.) | Asistencia: 45 651 espectadores Árbitro(s): José Argote | Asistencia: 45 651 espectadores Árbitro(s): José Argote |

| Amonestado | 6'  | Carlos Zambrano |
| Expulsado  | 20' | Carlos Zambrano |

| 15 | DEF | Christian Ramos | 26' | Christian Cueva | MED | 8  |
| 14 | DEL | Claudio Pizarro | 72' | André Carrillo  | DEL | 18 |
| 19 | DEF | Yoshimar Yotún  | 72' | Carlos Lobatón  | MED | 16 |

| Tiros:             | 9  |
| Tiros al arco:     | 5  |
| Faltas:            | 10 |
| Saques de esquina: | 4  |
| Fueras de juego:   | 2  |

### Tercer lugar
| 3 de julio de 2015, 20:30 | Perú                        | 2:0 (0:0) | Paraguay | Estadio Municipal, Concepción |                         |
|                           | Carrillo 47' · Guerrero 88' | Reporte   |          | Árbitro(s): Raúl Orosco       | Árbitro(s): Raúl Orosco |

| Amonestado | 84' | Yoshimar Yotún |
| Amonestado | 87' | Joel Sánchez   |

| 19 | DEF | Yoshimar Yotún | 57' | Carlos Lobatón | MED | 16 |
| 20 | MED | Joel Sánchez   | 83' | Yordy Reyna    | DEL | 11 |
| 7  | MED | Paolo Hurtado  | 90' | André Carrillo | DEL | 18 |

| Tiros:             | 8  |
| Tiros al arco:     | 3  |
| Faltas:            | 14 |
| Saques de esquina: | 10 |
| Fueras de juego:   | 2  |

## Estadísticas

### Posición final
Leyenda:

Pts: puntos acumulados.

PJ: partidos jugados.

PG: partidos ganados.

PE: partidos empatados.

PP: partidos perdidos.

GF: goles a favor.

GC: goles en contra.

Dif: diferencia de goles.

Rend: rendimiento.
| Equipo | Equipo    | Pts | PJ | PG | PE | PP | GF | GC | Dif | Rend   |
| ------ | --------- | --- | -- | -- | -- | -- | -- | -- | --- | ------ |
| 1      | Chile     | 14  | 6  | 4  | 2  | 0  | 13 | 4  | +9  | 86.67% |
| 2      | Argentina | 12  | 6  | 3  | 3  | 0  | 10 | 3  | +7  | 73.33% |
| 3      | Perú      | 10  | 6  | 3  | 1  | 2  | 8  | 5  | +3  | 55.56% |
| 4      | Paraguay  | 6   | 6  | 1  | 3  | 2  | 6  | 12 | -6  | 33.33% |
| 5      | Brasil    | 7   | 4  | 2  | 1  | 1  | 5  | 4  | +1  | 58.33% |
| 6      | Colombia  | 5   | 4  | 1  | 2  | 1  | 1  | 1  | 0   | 41.67% |
| 7      | Uruguay   | 4   | 4  | 1  | 1  | 2  | 2  | 3  | -1  | 33.33% |
| 8      | Bolivia   | 4   | 4  | 1  | 1  | 2  | 4  | 10 | -6  | 33.33% |
| 9      | Venezuela | 3   | 3  | 1  | 0  | 2  | 2  | 3  | -1  | 33.33% |
| 10     | Ecuador   | 3   | 3  | 1  | 0  | 2  | 4  | 6  | -2  | 33.33% |
| 11     | México    | 2   | 3  | 0  | 2  | 1  | 4  | 5  | -1  | 22.22% |
| 12     | Jamaica   | 0   | 3  | 0  | 0  | 3  | 0  | 3  | -3  | 0%     |

### Participación de jugadores
En esta Copa América, la selección peruana utilizó 18 jugadores de los 23 disponibles. Los guardametas Salomón Libman y Diego Penny y los defensas Jair Céspedes, Pedro Requena y Hansell Riojas fueron los únicos jugadores que no tuvieron minutos de juego. Por otro lado, Pedro Gallese, Luis Advíncula, Yoshimar Yotún, Carlos Ascues, Christian Cueva, Juan Vargas y Paolo Guerrero fueron los únicos futbolistas que alternaron en los seis partidos, mientras que Gallese, Advíncula, Ascues y Guerrero fueron los que más minutos jugaron.
Leyenda:

• PJ: partidos jugados.

• Min: minutos jugados.

• : goles.

• : asistencias para gol.

• Dis: disparos.

• At: atajadas.

• Faltas: cometidas / recibidas.

• : tarjetas amarillas.

• : tarjetas rojas.

Fuente:

• Perú – Brasil (1:2)

• Perú – Venezuela (1:0)

• Perú – Colombia (0:0)

• Perú – Bolivia (3:1)

• Perú – Chile (1:2)

• Perú – Paraguay (2:0)

| #  | Nombre           | Posición       | PJ | Min. |    |   | Dis. | Falt.   | Amonestado |   |
| -- | ---------------- | -------------- | -- | ---- | -- | - | ---- | ------- | ---------- | - |
| 2  | Jair Céspedes    | Defensa        | 0  | 0    | 0  | 0 | 0    | 0 / 0   | 0          | 0 |
| 3  | Hansell Riojas   | Defensa        | 0  | 0    | 0  | 0 | 0    | 0 / 0   | 0          | 0 |
| 4  | Pedro Requena    | Defensa        | 0  | 0    | 0  | 0 | 0    | 0 / 0   | 0          | 0 |
| 5  | Carlos Zambrano  | Defensa        | 5  | 380  | 0  | 0 | 0    | 4 / 4   | 1          | 1 |
| 6  | Juan Vargas      | Centrocampista | 6  | 537  | 0  | 1 | 5    | 5 / 2   | 1          | 0 |
| 7  | Paolo Hurtado    | Centrocampista | 4  | 35   | 0  | 0 | 1    | 0 / 1   | 0          | 0 |
| 8  | Christian Cueva  | Centrocampista | 6  | 448  | 1  | 1 | 6    | 7 / 6   | 0          | 0 |
| 9  | Paolo Guerrero   | Delantero      | 6  | 540  | 4  | 0 | 14   | 15 / 24 | 1          | 0 |
| 10 | Jefferson Farfán | Delantero      | 4  | 282  | 0  | 0 | 8    | 4 / 11  | 1          | 0 |
| 11 | Yordy Reyna      | Delantero      | 4  | 146  | 0  | 0 | 3    | 3 / 4   | 1          | 0 |
| 13 | Edwin Retamoso   | Centrocampista | 1  | 90   | 0  | 0 | 0    | 4 / 2   | 0          | 0 |
| 14 | Claudio Pizarro  | Delantero      | 4  | 226  | 1  | 0 | 4    | 3 / 3   | 1          | 0 |
| 15 | Christian Ramos  | Defensa        | 2  | 154  | 0  | 0 | 0    | 5 / 0   | 0          | 0 |
| 16 | Carlos Lobatón   | Centrocampista | 5  | 355  | 0  | 0 | 5    | 10 / 4  | 2          | 0 |
| 17 | Luis Advíncula   | Defensa        | 6  | 540  | 0  | 0 | 2    | 12 / 13 | 1          | 0 |
| 18 | André Carrillo   | Delantero      | 4  | 196  | 1  | 0 | 2    | 4 / 2   | 0          | 0 |
| 19 | Yoshimar Yotún   | Defensa        | 6  | 147  | 0  | 0 | 1    | 6 / 6   | 2          | 0 |
| 20 | Joel Sánchez     | Centrocampista | 4  | 267  | 0  | 1 | 3    | 2 / 3   | 1          | 0 |
| 21 | Josepmir Ballón  | Centrocampista | 5  | 450  | 0  | 0 | 0    | 6 / 1   | 2          | 0 |
| 22 | Carlos Ascues    | Centrocampista | 6  | 540  | 0  | 0 | 1    | 7 / 2   | 0          | 0 |
| #  | Nombre           | Posición       | PJ | Min  |    |   | At.  | Falt.   | Amonestado |   |
| 1  | Pedro Gallese    | Guardameta     | 6  | 540  | -4 | 0 | 13   | 0 / 2   | 1          | 0 |
| 12 | Diego Penny      | Guardameta     | 0  | 0    | 0  | 0 | 0    | 0 / 0   | 0          | 0 |
| 23 | Salomón Libman   | Guardameta     | 0  | 0    | 0  | 0 | 0    | 0 / 0   | 0          | 0 |

### Goleadores
Leyenda:

: goles.

PJ: partidos jugados.

| Jugador         |   | PJ |
| --------------- | - | -- |
| Paolo Guerrero  | 4 | 6  |
| André Carrillo  | 1 | 4  |
| Claudio Pizarro | 1 | 4  |
| Christian Cueva | 1 | 6  |